# Malasar Peak
Der Malasar Peak (englisch; bulgarisch връх Маласар wrach Malassar) ist ein 2980 m hoher und teilweise unvereister Berg im Hauptkamm der nördlichen Sentinel Range des Ellsworthgebirges im westantarktischen Ellsworthland. Er ragt 2,26 km nordöstlich des Mount Dalrymple, 10,15 km südwestlich des Mount Malone, 9,9 km westlich des Mount McKeown und 8,53 km nordwestlich des Mount Schmid aus einem 9,15 km langen Berggrat auf, der sich vom Mount Dalrymple in ostnordöstlicher Richtung zum Robinson-Pass erstreckt. Der Embree-Gletscher liegt südöstlich, der Sabazios-Gletscher nördlich von ihm.
US-amerikanische Wissenschaftler kartierten ihn 1961. Die bulgarische Kommission für Antarktische Geographische Namen benannte ihn 2014 nach der mittelalterlichen Festung Malassar im Süden Bulgariens.